# Kieran Treadwell
Pour les articles homonymes, voir Treadwell.
Pas d'image ? Cliquez ici

a Compétitions nationales et continentales officielles uniquement.

b Matchs officiels uniquement.
Dernière mise à jour le 5 août 2025.
Kieran Treadwell, né le 6 novembre 1995 à Carshalton (Angleterre), est un joueur international irlandais de rugby à XV d'origine anglaise. Il évolue au poste de deuxième ligne.

## Biographie

### Jeunesse et formation
Kieran Treadwell naît le 6 novembre 1995 à Carshalton, dans le sud de Londres, en Angleterre. Durant sa jeunesse, il est scolarisé à la John Fisher School (en) basée à Croydon. Dans cet établissement, il joue aux côtés des futurs internationaux anglais Ellis Genge et Charlie Ewels.
En parallèle, il pratique la course de haie dans un club du comté de Surrey.
Par la suite, il fait partie de l'Academy (le centre de formation) des Harlequins dès l'âge de seize ans.
Grâce à la nationalité irlandaise de sa mère et parce qu'il n'intéresse pas les sélections de jeunes anglaises, Kieran Treadwell représente tout d'abord l'équipe d'Irlande des moins de 18 ans à quatre reprises en 2013,. Ensuite, il change de nationalité sportive lorsqu'il est finalement appelé par l'équipe d'Angleterre des moins de 18 ans, la même année, après avoir impressionné l'entraîneur de cette sélection, Peter Walton. Il indique vouloir représenter l'Angleterre car son objectif est de devenir un joueur important de l'effectif senior des Harlequins, alors que Leinster et Ulster ont tenté de le recruter, et considérant que c'est mieux pour lui d'être sélectionné par l'Angleterre pour parvenir à cela.

### Débuts professionnels aux Harlequins et prêt aux London Scottish (2014-2016)
Alors âgé de dix-huit ans, Kieran Treadwell signe un contrat professionnel de deux saisons avec les Harlequins. Il fait ses débuts professionnels en Coupe anglo-galloise au poste de deuxième ligne, en janvier 2014, contre les Cardiff Blues.
Lors de l'année 2015, il représente l'équipe d'Angleterre des moins de 20 ans, il participe au Tournoi des Six Nations de la catégorie, où il est titulaire lors des cinq rencontres et remporte la compétition avec son équipe,. Puis, il est également finaliste du Championnat du monde junior cette année-là.
Durant la saison 2015-2016, il est prêté au London Scottish FC avec qui il évolue en British and Irish Cup et en RFU Championship, il dispute huit rencontres avec cette équipe. Toutefois, il évolue conjointement avec les Harlequins pendant cette saison, participant à cinq rencontres de Challenge européen notamment. Au mois de janvier 2016, son départ des Harlequins est annoncé, il rejoint la province nord-irlandaise de l'Ulster pour la saison 2016-2017 avec l'ambition de représenter l'Irlande.

### Départ en Irlande et débuts internationaux (2016-2022)
Kieran Treadwell rejoint donc l'Ulster, évoluant en Pro12, avec qui il signe un contrat de deux saisons. Dès sa première saison en Irlande du Nord, il se fait une place dans l'effectif de la province, profitant des blessures d'Alan O'Connor et de Peter Browne (en), ainsi que du départ de Dan Tuohy pour obtenir un temps de jeu conséquent malgré la présence d'Iain Henderson, international irlandais et de Franco van der Merwe (en), international sud-africain. Il dispute vingt-et-une rencontres dont treize en tant que titulaire et fait ses débuts en Coupe d'Europe. Après cette première saison réussie en Irlande, en mai 2017, il est retenu pour la première fois en sélection nationale senior, avec l'équipe d'Irlande, par le sélectionneur Joe Schmidt pour participer à la tournée d'été contre le Japon. Il connaît alors ses deux premières capes lors de cet été, il est tout d'abord remplaçant lors du premier test match et est ensuite titularisé pour le second,.
La saison suivante, il continue sur sa lancée de la saison précédente avec une nouvelle convocation en équipe d'Irlande pour les tests de novembre 2017, il honore sa troisième sélection face aux Fidji. Le même mois, il prolonge son contrat jusqu'à la fin de la saison 2020-2021. Au mois de février suivant, il inscrit son premier essai avec l'Ulster et dans le Pro14 face aux Southern Kings. Cette saison-là, il dispute vingt-trois rencontres pour dix-neuf titularisations. 
En 2018-2019, il devient encore plus indiscutable et forme une deuxième ligne performante avec ses coéquipiers Iain Henderson et Alan O'Connor, il dispute vingt-huit rencontres, dont vingt-deux en tant que titulaire et participe à la bonne saison de son club qui est éliminé en demi-finale du Pro14 et en quart de finale de Coupe d'Europe. Il inscrit notamment son premier essai en Coupe d'Europe lors du quart de finale contre le Leinster. 
La saison 2019-2020 ne se passe pas de la même manière pour Kieran Treadwell, il perd son statut de titulaire indiscutable avec le recrutement de l'international australien Sam Carter à son poste, ainsi qu'avec les bonnes performances d'Alan O'Connor et du statut de capitaine d'Iain Henderson, il ne connaît qu'onze titularisations en dix-neuf rencontres durant cette saison perturbée par la pandémie de Covid-19. Son club dispute la finale du Pro14 mais il n'est pas retenu sur la feuille de match et l'Ulster s'incline 27 à 5 contre Leinster. 
La saison suivante se déroule de la même manière pour Treadwell, il dispute dix-huit rencontres dont treize en tant que titulaire. Toutefois, il signe un nouveau contrat en janvier 2021, le liant avec la province nord-irlandaise jusqu'en juin 2023. Le mois suivant, il dispute son centième match avec l'Ulster face aux Glasgow Warriors. 

### De nouveau sélectionné (2022-)
Après plus de cinq ans sans sélections, Kieran Treadwell est convoqué pour le Tournoi des Six Nations 2022 par le sélectionneur Andy Farrell. Il dispute son premier match dans le Tournoi à l'occasion de la troisième journée contre l'Italie et inscrit son premier essai international lors de la large victoire 57 à 6 de son équipe. Durant la compétition, il est de nouveau retenu sur une feuille de match pour la dernière journée contre l'Écosse, l'Irlande s'impose lors de cette rencontre et remporte la Triple couronne mais termine la compétition à la seconde place derrière le XV de France,. En juin, il est de nouveau sélectionné, pour participer à la tournée estivale en Nouvelle-Zélande contre les All Blacks. Durant cette tournée, il réussit à se faire une place, derrière les indéboulonnables Tadhg Beirne et James Ryan, sur le banc en participant aux trois rencontres de la série. Les Irlandais remportent la série pour la première fois de leur histoire en Nouvelle-Zélande, gagnant deux des trois tests. Pendant la tournée, il joue également deux rencontres contre les Māori de Nouvelle-Zélande, où il débute lors des deux matchs et connaît une défaite, puis la victoire lors du deuxième match. 
Plus tard cette année, il est également sélectionné pour les test matchs de novembre. Il prend part à deux rencontres, contre les Springboks, puis les Fidji pour deux succès. Durant ce mois, il signe également une nouvelle prolongation de contrat avec l'Ulster jusqu'en 2026. Début janvier 2023, il n'est tout d'abord pas convoqué par Andy Farrell, le sélectionneur irlandais, pour disputer le Tournoi des Six Nations. Toutefois, il est finalement appelé, après des blessures en seconde ligne, pour participer à la dernière journée contre l'Angleterre. L'Irlande s'impose 29 à 16 et réalise le Grand Chelem. En mai suivant, il est retenu dans la pré-liste pour préparer la Coupe du monde 2023.
Le 17 août suivant, il est libéré par l'encadrement irlandais et ne fait pas partie du groupe des 33 sélectionnés pour la Coupe du monde quelques jours plus tard,. En octobre, avec l'Ulster, il dispute la première journée de l'URC dans la peau d'un titulaire contre le Zebre, durant cette rencontre il écope notamment d'un carton jaune mais est également nommé homme du match à la fin de celle-ci en contribuant à la victoire 40 à 36 des siens à l'extérieur. En décembre, il dispute son cent-cinquantième match avec l'Ulster face au Connacht,. Le mois suivant, il subit une blessure en Champions Cup contre son ancien club des Harlequins. Il fait son retour sur les terrains début mars à l'occasion d'une victoire 49 à 26 contre le Dragons RFC. Durant la saison, il dispute un total de seize matchs, treize comme titulaire, pour un essai inscrit.
Lors de la saison 2024-2025, il est annoncé qu'il quitte sa province à l'issue de la saison. Il s'engage avec son ancien club des Harlequins. Pendant ce dernier exercice avec l'Ulster, il est toujours un joueur important et prend part à vingt rencontres dont douze dans le rôle de titulaire.

## Statistiques

### En club et province
| Saison                | Club                  | Compétition               | Matchs | Points | Essais |
| --------------------- | --------------------- | ------------------------- | ------ | ------ | ------ |
| 2013-2014             | Harlequins            | Coupe anglo-galloise      | 2      | 0      | 0      |
| 2015-2016             | Harlequins            | Challenge européen        | 5      | 0      | 0      |
| 2015-2016             | London Scottish       | RFU Championship          | 7      | 0      | 0      |
| 2015-2016             | London Scottish       | British and Irish Cup     | 1      | 0      | 0      |
| Total Harlequins      | Total Harlequins      | Total Harlequins          | 7      | 0      | 0      |
| Total London Scottish | Total London Scottish | Total London Scottish     | 8      | 0      | 0      |
| 2016-2017             | Ulster                | Pro12                     | 17     | 0      | 0      |
| 2016-2017             | Ulster                | Coupe d'Europe            | 4      | 0      | 0      |
| 2017-2018             | Ulster                | Pro14                     | 17     | 10     | 2      |
| 2017-2018             | Ulster                | Coupe d'Europe            | 6      | 0      | 0      |
| 2018-2019             | Ulster                | Pro14                     | 21     | 5      | 1      |
| 2018-2019             | Ulster                | Coupe d'Europe            | 7      | 5      | 1      |
| 2019-2020             | Ulster                | Pro14                     | 13     | 0      | 0      |
| 2019-2020             | Ulster                | Coupe d'Europe            | 6      | 0      | 0      |
| 2020-2021             | Ulster                | Pro14                     | 13     | 5      | 1      |
| 2020-2021             | Ulster                | Challenge européen        | 3      | 0      | 0      |
| 2020-2021             | Ulster                | Pro14 Rainbow Cup         | 2      | 0      | 0      |
| 2021-2022             | Ulster                | United Rugby Championship | 11     | 0      | 0      |
| 2021-2022             | Ulster                | Coupe d'Europe            | 6      | 0      | 0      |
| 2022-2023             | Ulster                | United Rugby Championship | 12     | 5      | 1      |
| 2022-2023             | Ulster                | Champions Cup             | 5      | 0      | 0      |
| 2023-2024             | Ulster                | United Rugby Championship | 12     | 5      | 1      |
| 2023-2024             | Ulster                | Champions Cup             | 4      | 0      | 0      |
| 2024-2025             | Ulster                | United Rugby Championship | 16     | 0      | 0      |
| 2024-2025             | Ulster                | Champions Cup             | 4      | 0      | 0      |
| Total Ulster          | Total Ulster          | Total Ulster              | 179    | 35     | 7      |
| Total                 | Total                 | Total                     | 194    | 35     | 7      |

### En équipe nationale
Kieran Treadwell compte 11 sélections dont 2 en tant que titulaire, depuis sa première sélection le 17 juin 2017 face au Japon. Il inscrit 5 points, un essai.
Il a participé à deux éditions du Tournoi des Six Nations en 2022 et 2023.
| Numéro | Date            | Lieu                  | Adversaire | Compétition                  | Résultat | Score |
| ------ | --------------- | --------------------- | ---------- | ---------------------------- | -------- | ----- |
| 1      | 27 février 2022 | Aviva Stadium, Dublin | Italie     | Tournoi des Six Nations 2022 | Victoire | 57-6  |

## Palmarès

### En club
- Vainqueur de la Coupe anglo-galloise en 2013 avec les Harlequins.
- Finaliste du Pro14 en 2019 avec l'Ulster.

### En équipe nationale
- Vainqueur du Tournoi des Six Nations des moins de 20 ans en 2015 avec l'équipe d'Angleterre des moins de 20 ans.
- Finaliste du Championnat du monde junior en 2015 avec l'équipe d'Angleterre des moins de 20 ans.
- Vainqueur du Tournoi des Six Nations en 2023 (Grand Chelem) avec l'équipe d'Irlande.
- Vainqueur de la Triple couronne en 2022 et 2023 avec l'équipe d'Irlande.